# Пандино
Пандѝно (на италиански: Pandino, на местен диалект: Pandì, Панди) е град и община в Северна Италия, провинция Кремона, регион Ломбардия. Разположен е на 85 m надморска височина. Населението на общината е 9005 души (към 2010 г.).